# هیرویوکی کیشی
هیرویوکی کیشی (ژاپنی: 岸 大之؛ زادهٔ ۲۶ آوریل ۱۹۷۷) یک بازیکن فوتبال اهل ژاپن است.
از باشگاه‌هایی که در آن بازی کرده‌است می‌توان به باشگاه فوتبال گامبا اوساکا اشاره کرد.